# Ђула Неуком
Ђула Неуком (Gyula (Julius) Neukomm, Вршац, 22. април 1892 – Будимпешта, 9. октобар 1957) био је мађарски проблемиста.
Објавио је око 750 шаховских проблема свих врста. Био је међународни судија шаховске композиције (1956)
и први председник Сталне комисије ФИДЕ за проблемски шах (ПЦЦЦ) од 1956. до смрти .
Заједно са Норбертом Ковачем (Norbert_Kovács) и Ласлом Шором (László Schór) објавио је књигу "Feladvány Műszótár" (1926), речник термина проблемског шаха
Био је дугогодишњи уредник мађарске шаховске ревије Magyar Sakkvilag.

## Проблеми
|   | a | b | c | d | e | f | g | h |   |
| 8 | f8 white bishop · h8 white queen · d7 white pawn · e7 black rook · f7 black pawn · b6 white pawn · c6 black pawn · f6 white knight · g6 black bishop · h6 white rook · d5 black pawn · e5 black king · e4 white knight · d3 white rook · g3 white pawn · h3 white bishop · e1 white king | f8 white bishop · h8 white queen · d7 white pawn · e7 black rook · f7 black pawn · b6 white pawn · c6 black pawn · f6 white knight · g6 black bishop · h6 white rook · d5 black pawn · e5 black king · e4 white knight · d3 white rook · g3 white pawn · h3 white bishop · e1 white king | f8 white bishop · h8 white queen · d7 white pawn · e7 black rook · f7 black pawn · b6 white pawn · c6 black pawn · f6 white knight · g6 black bishop · h6 white rook · d5 black pawn · e5 black king · e4 white knight · d3 white rook · g3 white pawn · h3 white bishop · e1 white king | f8 white bishop · h8 white queen · d7 white pawn · e7 black rook · f7 black pawn · b6 white pawn · c6 black pawn · f6 white knight · g6 black bishop · h6 white rook · d5 black pawn · e5 black king · e4 white knight · d3 white rook · g3 white pawn · h3 white bishop · e1 white king | f8 white bishop · h8 white queen · d7 white pawn · e7 black rook · f7 black pawn · b6 white pawn · c6 black pawn · f6 white knight · g6 black bishop · h6 white rook · d5 black pawn · e5 black king · e4 white knight · d3 white rook · g3 white pawn · h3 white bishop · e1 white king | f8 white bishop · h8 white queen · d7 white pawn · e7 black rook · f7 black pawn · b6 white pawn · c6 black pawn · f6 white knight · g6 black bishop · h6 white rook · d5 black pawn · e5 black king · e4 white knight · d3 white rook · g3 white pawn · h3 white bishop · e1 white king | f8 white bishop · h8 white queen · d7 white pawn · e7 black rook · f7 black pawn · b6 white pawn · c6 black pawn · f6 white knight · g6 black bishop · h6 white rook · d5 black pawn · e5 black king · e4 white knight · d3 white rook · g3 white pawn · h3 white bishop · e1 white king | f8 white bishop · h8 white queen · d7 white pawn · e7 black rook · f7 black pawn · b6 white pawn · c6 black pawn · f6 white knight · g6 black bishop · h6 white rook · d5 black pawn · e5 black king · e4 white knight · d3 white rook · g3 white pawn · h3 white bishop · e1 white king | 8 |
| 7 | f8 white bishop · h8 white queen · d7 white pawn · e7 black rook · f7 black pawn · b6 white pawn · c6 black pawn · f6 white knight · g6 black bishop · h6 white rook · d5 black pawn · e5 black king · e4 white knight · d3 white rook · g3 white pawn · h3 white bishop · e1 white king | f8 white bishop · h8 white queen · d7 white pawn · e7 black rook · f7 black pawn · b6 white pawn · c6 black pawn · f6 white knight · g6 black bishop · h6 white rook · d5 black pawn · e5 black king · e4 white knight · d3 white rook · g3 white pawn · h3 white bishop · e1 white king | f8 white bishop · h8 white queen · d7 white pawn · e7 black rook · f7 black pawn · b6 white pawn · c6 black pawn · f6 white knight · g6 black bishop · h6 white rook · d5 black pawn · e5 black king · e4 white knight · d3 white rook · g3 white pawn · h3 white bishop · e1 white king | f8 white bishop · h8 white queen · d7 white pawn · e7 black rook · f7 black pawn · b6 white pawn · c6 black pawn · f6 white knight · g6 black bishop · h6 white rook · d5 black pawn · e5 black king · e4 white knight · d3 white rook · g3 white pawn · h3 white bishop · e1 white king | f8 white bishop · h8 white queen · d7 white pawn · e7 black rook · f7 black pawn · b6 white pawn · c6 black pawn · f6 white knight · g6 black bishop · h6 white rook · d5 black pawn · e5 black king · e4 white knight · d3 white rook · g3 white pawn · h3 white bishop · e1 white king | f8 white bishop · h8 white queen · d7 white pawn · e7 black rook · f7 black pawn · b6 white pawn · c6 black pawn · f6 white knight · g6 black bishop · h6 white rook · d5 black pawn · e5 black king · e4 white knight · d3 white rook · g3 white pawn · h3 white bishop · e1 white king | f8 white bishop · h8 white queen · d7 white pawn · e7 black rook · f7 black pawn · b6 white pawn · c6 black pawn · f6 white knight · g6 black bishop · h6 white rook · d5 black pawn · e5 black king · e4 white knight · d3 white rook · g3 white pawn · h3 white bishop · e1 white king | f8 white bishop · h8 white queen · d7 white pawn · e7 black rook · f7 black pawn · b6 white pawn · c6 black pawn · f6 white knight · g6 black bishop · h6 white rook · d5 black pawn · e5 black king · e4 white knight · d3 white rook · g3 white pawn · h3 white bishop · e1 white king | 7 |
| 6 | f8 white bishop · h8 white queen · d7 white pawn · e7 black rook · f7 black pawn · b6 white pawn · c6 black pawn · f6 white knight · g6 black bishop · h6 white rook · d5 black pawn · e5 black king · e4 white knight · d3 white rook · g3 white pawn · h3 white bishop · e1 white king | f8 white bishop · h8 white queen · d7 white pawn · e7 black rook · f7 black pawn · b6 white pawn · c6 black pawn · f6 white knight · g6 black bishop · h6 white rook · d5 black pawn · e5 black king · e4 white knight · d3 white rook · g3 white pawn · h3 white bishop · e1 white king | f8 white bishop · h8 white queen · d7 white pawn · e7 black rook · f7 black pawn · b6 white pawn · c6 black pawn · f6 white knight · g6 black bishop · h6 white rook · d5 black pawn · e5 black king · e4 white knight · d3 white rook · g3 white pawn · h3 white bishop · e1 white king | f8 white bishop · h8 white queen · d7 white pawn · e7 black rook · f7 black pawn · b6 white pawn · c6 black pawn · f6 white knight · g6 black bishop · h6 white rook · d5 black pawn · e5 black king · e4 white knight · d3 white rook · g3 white pawn · h3 white bishop · e1 white king | f8 white bishop · h8 white queen · d7 white pawn · e7 black rook · f7 black pawn · b6 white pawn · c6 black pawn · f6 white knight · g6 black bishop · h6 white rook · d5 black pawn · e5 black king · e4 white knight · d3 white rook · g3 white pawn · h3 white bishop · e1 white king | f8 white bishop · h8 white queen · d7 white pawn · e7 black rook · f7 black pawn · b6 white pawn · c6 black pawn · f6 white knight · g6 black bishop · h6 white rook · d5 black pawn · e5 black king · e4 white knight · d3 white rook · g3 white pawn · h3 white bishop · e1 white king | f8 white bishop · h8 white queen · d7 white pawn · e7 black rook · f7 black pawn · b6 white pawn · c6 black pawn · f6 white knight · g6 black bishop · h6 white rook · d5 black pawn · e5 black king · e4 white knight · d3 white rook · g3 white pawn · h3 white bishop · e1 white king | f8 white bishop · h8 white queen · d7 white pawn · e7 black rook · f7 black pawn · b6 white pawn · c6 black pawn · f6 white knight · g6 black bishop · h6 white rook · d5 black pawn · e5 black king · e4 white knight · d3 white rook · g3 white pawn · h3 white bishop · e1 white king | 6 |
| 5 | f8 white bishop · h8 white queen · d7 white pawn · e7 black rook · f7 black pawn · b6 white pawn · c6 black pawn · f6 white knight · g6 black bishop · h6 white rook · d5 black pawn · e5 black king · e4 white knight · d3 white rook · g3 white pawn · h3 white bishop · e1 white king | f8 white bishop · h8 white queen · d7 white pawn · e7 black rook · f7 black pawn · b6 white pawn · c6 black pawn · f6 white knight · g6 black bishop · h6 white rook · d5 black pawn · e5 black king · e4 white knight · d3 white rook · g3 white pawn · h3 white bishop · e1 white king | f8 white bishop · h8 white queen · d7 white pawn · e7 black rook · f7 black pawn · b6 white pawn · c6 black pawn · f6 white knight · g6 black bishop · h6 white rook · d5 black pawn · e5 black king · e4 white knight · d3 white rook · g3 white pawn · h3 white bishop · e1 white king | f8 white bishop · h8 white queen · d7 white pawn · e7 black rook · f7 black pawn · b6 white pawn · c6 black pawn · f6 white knight · g6 black bishop · h6 white rook · d5 black pawn · e5 black king · e4 white knight · d3 white rook · g3 white pawn · h3 white bishop · e1 white king | f8 white bishop · h8 white queen · d7 white pawn · e7 black rook · f7 black pawn · b6 white pawn · c6 black pawn · f6 white knight · g6 black bishop · h6 white rook · d5 black pawn · e5 black king · e4 white knight · d3 white rook · g3 white pawn · h3 white bishop · e1 white king | f8 white bishop · h8 white queen · d7 white pawn · e7 black rook · f7 black pawn · b6 white pawn · c6 black pawn · f6 white knight · g6 black bishop · h6 white rook · d5 black pawn · e5 black king · e4 white knight · d3 white rook · g3 white pawn · h3 white bishop · e1 white king | f8 white bishop · h8 white queen · d7 white pawn · e7 black rook · f7 black pawn · b6 white pawn · c6 black pawn · f6 white knight · g6 black bishop · h6 white rook · d5 black pawn · e5 black king · e4 white knight · d3 white rook · g3 white pawn · h3 white bishop · e1 white king | f8 white bishop · h8 white queen · d7 white pawn · e7 black rook · f7 black pawn · b6 white pawn · c6 black pawn · f6 white knight · g6 black bishop · h6 white rook · d5 black pawn · e5 black king · e4 white knight · d3 white rook · g3 white pawn · h3 white bishop · e1 white king | 5 |
| 4 | f8 white bishop · h8 white queen · d7 white pawn · e7 black rook · f7 black pawn · b6 white pawn · c6 black pawn · f6 white knight · g6 black bishop · h6 white rook · d5 black pawn · e5 black king · e4 white knight · d3 white rook · g3 white pawn · h3 white bishop · e1 white king | f8 white bishop · h8 white queen · d7 white pawn · e7 black rook · f7 black pawn · b6 white pawn · c6 black pawn · f6 white knight · g6 black bishop · h6 white rook · d5 black pawn · e5 black king · e4 white knight · d3 white rook · g3 white pawn · h3 white bishop · e1 white king | f8 white bishop · h8 white queen · d7 white pawn · e7 black rook · f7 black pawn · b6 white pawn · c6 black pawn · f6 white knight · g6 black bishop · h6 white rook · d5 black pawn · e5 black king · e4 white knight · d3 white rook · g3 white pawn · h3 white bishop · e1 white king | f8 white bishop · h8 white queen · d7 white pawn · e7 black rook · f7 black pawn · b6 white pawn · c6 black pawn · f6 white knight · g6 black bishop · h6 white rook · d5 black pawn · e5 black king · e4 white knight · d3 white rook · g3 white pawn · h3 white bishop · e1 white king | f8 white bishop · h8 white queen · d7 white pawn · e7 black rook · f7 black pawn · b6 white pawn · c6 black pawn · f6 white knight · g6 black bishop · h6 white rook · d5 black pawn · e5 black king · e4 white knight · d3 white rook · g3 white pawn · h3 white bishop · e1 white king | f8 white bishop · h8 white queen · d7 white pawn · e7 black rook · f7 black pawn · b6 white pawn · c6 black pawn · f6 white knight · g6 black bishop · h6 white rook · d5 black pawn · e5 black king · e4 white knight · d3 white rook · g3 white pawn · h3 white bishop · e1 white king | f8 white bishop · h8 white queen · d7 white pawn · e7 black rook · f7 black pawn · b6 white pawn · c6 black pawn · f6 white knight · g6 black bishop · h6 white rook · d5 black pawn · e5 black king · e4 white knight · d3 white rook · g3 white pawn · h3 white bishop · e1 white king | f8 white bishop · h8 white queen · d7 white pawn · e7 black rook · f7 black pawn · b6 white pawn · c6 black pawn · f6 white knight · g6 black bishop · h6 white rook · d5 black pawn · e5 black king · e4 white knight · d3 white rook · g3 white pawn · h3 white bishop · e1 white king | 4 |
| 3 | f8 white bishop · h8 white queen · d7 white pawn · e7 black rook · f7 black pawn · b6 white pawn · c6 black pawn · f6 white knight · g6 black bishop · h6 white rook · d5 black pawn · e5 black king · e4 white knight · d3 white rook · g3 white pawn · h3 white bishop · e1 white king | f8 white bishop · h8 white queen · d7 white pawn · e7 black rook · f7 black pawn · b6 white pawn · c6 black pawn · f6 white knight · g6 black bishop · h6 white rook · d5 black pawn · e5 black king · e4 white knight · d3 white rook · g3 white pawn · h3 white bishop · e1 white king | f8 white bishop · h8 white queen · d7 white pawn · e7 black rook · f7 black pawn · b6 white pawn · c6 black pawn · f6 white knight · g6 black bishop · h6 white rook · d5 black pawn · e5 black king · e4 white knight · d3 white rook · g3 white pawn · h3 white bishop · e1 white king | f8 white bishop · h8 white queen · d7 white pawn · e7 black rook · f7 black pawn · b6 white pawn · c6 black pawn · f6 white knight · g6 black bishop · h6 white rook · d5 black pawn · e5 black king · e4 white knight · d3 white rook · g3 white pawn · h3 white bishop · e1 white king | f8 white bishop · h8 white queen · d7 white pawn · e7 black rook · f7 black pawn · b6 white pawn · c6 black pawn · f6 white knight · g6 black bishop · h6 white rook · d5 black pawn · e5 black king · e4 white knight · d3 white rook · g3 white pawn · h3 white bishop · e1 white king | f8 white bishop · h8 white queen · d7 white pawn · e7 black rook · f7 black pawn · b6 white pawn · c6 black pawn · f6 white knight · g6 black bishop · h6 white rook · d5 black pawn · e5 black king · e4 white knight · d3 white rook · g3 white pawn · h3 white bishop · e1 white king | f8 white bishop · h8 white queen · d7 white pawn · e7 black rook · f7 black pawn · b6 white pawn · c6 black pawn · f6 white knight · g6 black bishop · h6 white rook · d5 black pawn · e5 black king · e4 white knight · d3 white rook · g3 white pawn · h3 white bishop · e1 white king | f8 white bishop · h8 white queen · d7 white pawn · e7 black rook · f7 black pawn · b6 white pawn · c6 black pawn · f6 white knight · g6 black bishop · h6 white rook · d5 black pawn · e5 black king · e4 white knight · d3 white rook · g3 white pawn · h3 white bishop · e1 white king | 3 |
| 2 | f8 white bishop · h8 white queen · d7 white pawn · e7 black rook · f7 black pawn · b6 white pawn · c6 black pawn · f6 white knight · g6 black bishop · h6 white rook · d5 black pawn · e5 black king · e4 white knight · d3 white rook · g3 white pawn · h3 white bishop · e1 white king | f8 white bishop · h8 white queen · d7 white pawn · e7 black rook · f7 black pawn · b6 white pawn · c6 black pawn · f6 white knight · g6 black bishop · h6 white rook · d5 black pawn · e5 black king · e4 white knight · d3 white rook · g3 white pawn · h3 white bishop · e1 white king | f8 white bishop · h8 white queen · d7 white pawn · e7 black rook · f7 black pawn · b6 white pawn · c6 black pawn · f6 white knight · g6 black bishop · h6 white rook · d5 black pawn · e5 black king · e4 white knight · d3 white rook · g3 white pawn · h3 white bishop · e1 white king | f8 white bishop · h8 white queen · d7 white pawn · e7 black rook · f7 black pawn · b6 white pawn · c6 black pawn · f6 white knight · g6 black bishop · h6 white rook · d5 black pawn · e5 black king · e4 white knight · d3 white rook · g3 white pawn · h3 white bishop · e1 white king | f8 white bishop · h8 white queen · d7 white pawn · e7 black rook · f7 black pawn · b6 white pawn · c6 black pawn · f6 white knight · g6 black bishop · h6 white rook · d5 black pawn · e5 black king · e4 white knight · d3 white rook · g3 white pawn · h3 white bishop · e1 white king | f8 white bishop · h8 white queen · d7 white pawn · e7 black rook · f7 black pawn · b6 white pawn · c6 black pawn · f6 white knight · g6 black bishop · h6 white rook · d5 black pawn · e5 black king · e4 white knight · d3 white rook · g3 white pawn · h3 white bishop · e1 white king | f8 white bishop · h8 white queen · d7 white pawn · e7 black rook · f7 black pawn · b6 white pawn · c6 black pawn · f6 white knight · g6 black bishop · h6 white rook · d5 black pawn · e5 black king · e4 white knight · d3 white rook · g3 white pawn · h3 white bishop · e1 white king | f8 white bishop · h8 white queen · d7 white pawn · e7 black rook · f7 black pawn · b6 white pawn · c6 black pawn · f6 white knight · g6 black bishop · h6 white rook · d5 black pawn · e5 black king · e4 white knight · d3 white rook · g3 white pawn · h3 white bishop · e1 white king | 2 |
| 1 | f8 white bishop · h8 white queen · d7 white pawn · e7 black rook · f7 black pawn · b6 white pawn · c6 black pawn · f6 white knight · g6 black bishop · h6 white rook · d5 black pawn · e5 black king · e4 white knight · d3 white rook · g3 white pawn · h3 white bishop · e1 white king | f8 white bishop · h8 white queen · d7 white pawn · e7 black rook · f7 black pawn · b6 white pawn · c6 black pawn · f6 white knight · g6 black bishop · h6 white rook · d5 black pawn · e5 black king · e4 white knight · d3 white rook · g3 white pawn · h3 white bishop · e1 white king | f8 white bishop · h8 white queen · d7 white pawn · e7 black rook · f7 black pawn · b6 white pawn · c6 black pawn · f6 white knight · g6 black bishop · h6 white rook · d5 black pawn · e5 black king · e4 white knight · d3 white rook · g3 white pawn · h3 white bishop · e1 white king | f8 white bishop · h8 white queen · d7 white pawn · e7 black rook · f7 black pawn · b6 white pawn · c6 black pawn · f6 white knight · g6 black bishop · h6 white rook · d5 black pawn · e5 black king · e4 white knight · d3 white rook · g3 white pawn · h3 white bishop · e1 white king | f8 white bishop · h8 white queen · d7 white pawn · e7 black rook · f7 black pawn · b6 white pawn · c6 black pawn · f6 white knight · g6 black bishop · h6 white rook · d5 black pawn · e5 black king · e4 white knight · d3 white rook · g3 white pawn · h3 white bishop · e1 white king | f8 white bishop · h8 white queen · d7 white pawn · e7 black rook · f7 black pawn · b6 white pawn · c6 black pawn · f6 white knight · g6 black bishop · h6 white rook · d5 black pawn · e5 black king · e4 white knight · d3 white rook · g3 white pawn · h3 white bishop · e1 white king | f8 white bishop · h8 white queen · d7 white pawn · e7 black rook · f7 black pawn · b6 white pawn · c6 black pawn · f6 white knight · g6 black bishop · h6 white rook · d5 black pawn · e5 black king · e4 white knight · d3 white rook · g3 white pawn · h3 white bishop · e1 white king | f8 white bishop · h8 white queen · d7 white pawn · e7 black rook · f7 black pawn · b6 white pawn · c6 black pawn · f6 white knight · g6 black bishop · h6 white rook · d5 black pawn · e5 black king · e4 white knight · d3 white rook · g3 white pawn · h3 white bishop · e1 white king | 1 |
|   | a | b | c | d | e | f | g | h |   |

1. Cд6!  (изнудица)

1. ...Кxд6+  2. Cе4#, 1. ...c5   2. Тxд5# 

1. ...Л~  2. Cг4#, 1. ...Tе8  2.дxе8 Д/T# 

1. ...д4   2. Cц4# 
|   | a | b | c | d | e | f | g | h |   |
| 8 | a8 white bishop · b8 black knight · e8 black king · g8 black knight · h8 black rook · c7 white king · e7 black bishop · f7 black rook · g7 white bishop · h7 black pawn · a6 black pawn · c6 white pawn · f6 black pawn · h6 black pawn · a5 white pawn · f5 white pawn · h5 white pawn · d4 white knight · e4 white rook · g3 white queen · e2 white pawn | a8 white bishop · b8 black knight · e8 black king · g8 black knight · h8 black rook · c7 white king · e7 black bishop · f7 black rook · g7 white bishop · h7 black pawn · a6 black pawn · c6 white pawn · f6 black pawn · h6 black pawn · a5 white pawn · f5 white pawn · h5 white pawn · d4 white knight · e4 white rook · g3 white queen · e2 white pawn | a8 white bishop · b8 black knight · e8 black king · g8 black knight · h8 black rook · c7 white king · e7 black bishop · f7 black rook · g7 white bishop · h7 black pawn · a6 black pawn · c6 white pawn · f6 black pawn · h6 black pawn · a5 white pawn · f5 white pawn · h5 white pawn · d4 white knight · e4 white rook · g3 white queen · e2 white pawn | a8 white bishop · b8 black knight · e8 black king · g8 black knight · h8 black rook · c7 white king · e7 black bishop · f7 black rook · g7 white bishop · h7 black pawn · a6 black pawn · c6 white pawn · f6 black pawn · h6 black pawn · a5 white pawn · f5 white pawn · h5 white pawn · d4 white knight · e4 white rook · g3 white queen · e2 white pawn | a8 white bishop · b8 black knight · e8 black king · g8 black knight · h8 black rook · c7 white king · e7 black bishop · f7 black rook · g7 white bishop · h7 black pawn · a6 black pawn · c6 white pawn · f6 black pawn · h6 black pawn · a5 white pawn · f5 white pawn · h5 white pawn · d4 white knight · e4 white rook · g3 white queen · e2 white pawn | a8 white bishop · b8 black knight · e8 black king · g8 black knight · h8 black rook · c7 white king · e7 black bishop · f7 black rook · g7 white bishop · h7 black pawn · a6 black pawn · c6 white pawn · f6 black pawn · h6 black pawn · a5 white pawn · f5 white pawn · h5 white pawn · d4 white knight · e4 white rook · g3 white queen · e2 white pawn | a8 white bishop · b8 black knight · e8 black king · g8 black knight · h8 black rook · c7 white king · e7 black bishop · f7 black rook · g7 white bishop · h7 black pawn · a6 black pawn · c6 white pawn · f6 black pawn · h6 black pawn · a5 white pawn · f5 white pawn · h5 white pawn · d4 white knight · e4 white rook · g3 white queen · e2 white pawn | a8 white bishop · b8 black knight · e8 black king · g8 black knight · h8 black rook · c7 white king · e7 black bishop · f7 black rook · g7 white bishop · h7 black pawn · a6 black pawn · c6 white pawn · f6 black pawn · h6 black pawn · a5 white pawn · f5 white pawn · h5 white pawn · d4 white knight · e4 white rook · g3 white queen · e2 white pawn | 8 |
| 7 | a8 white bishop · b8 black knight · e8 black king · g8 black knight · h8 black rook · c7 white king · e7 black bishop · f7 black rook · g7 white bishop · h7 black pawn · a6 black pawn · c6 white pawn · f6 black pawn · h6 black pawn · a5 white pawn · f5 white pawn · h5 white pawn · d4 white knight · e4 white rook · g3 white queen · e2 white pawn | a8 white bishop · b8 black knight · e8 black king · g8 black knight · h8 black rook · c7 white king · e7 black bishop · f7 black rook · g7 white bishop · h7 black pawn · a6 black pawn · c6 white pawn · f6 black pawn · h6 black pawn · a5 white pawn · f5 white pawn · h5 white pawn · d4 white knight · e4 white rook · g3 white queen · e2 white pawn | a8 white bishop · b8 black knight · e8 black king · g8 black knight · h8 black rook · c7 white king · e7 black bishop · f7 black rook · g7 white bishop · h7 black pawn · a6 black pawn · c6 white pawn · f6 black pawn · h6 black pawn · a5 white pawn · f5 white pawn · h5 white pawn · d4 white knight · e4 white rook · g3 white queen · e2 white pawn | a8 white bishop · b8 black knight · e8 black king · g8 black knight · h8 black rook · c7 white king · e7 black bishop · f7 black rook · g7 white bishop · h7 black pawn · a6 black pawn · c6 white pawn · f6 black pawn · h6 black pawn · a5 white pawn · f5 white pawn · h5 white pawn · d4 white knight · e4 white rook · g3 white queen · e2 white pawn | a8 white bishop · b8 black knight · e8 black king · g8 black knight · h8 black rook · c7 white king · e7 black bishop · f7 black rook · g7 white bishop · h7 black pawn · a6 black pawn · c6 white pawn · f6 black pawn · h6 black pawn · a5 white pawn · f5 white pawn · h5 white pawn · d4 white knight · e4 white rook · g3 white queen · e2 white pawn | a8 white bishop · b8 black knight · e8 black king · g8 black knight · h8 black rook · c7 white king · e7 black bishop · f7 black rook · g7 white bishop · h7 black pawn · a6 black pawn · c6 white pawn · f6 black pawn · h6 black pawn · a5 white pawn · f5 white pawn · h5 white pawn · d4 white knight · e4 white rook · g3 white queen · e2 white pawn | a8 white bishop · b8 black knight · e8 black king · g8 black knight · h8 black rook · c7 white king · e7 black bishop · f7 black rook · g7 white bishop · h7 black pawn · a6 black pawn · c6 white pawn · f6 black pawn · h6 black pawn · a5 white pawn · f5 white pawn · h5 white pawn · d4 white knight · e4 white rook · g3 white queen · e2 white pawn | a8 white bishop · b8 black knight · e8 black king · g8 black knight · h8 black rook · c7 white king · e7 black bishop · f7 black rook · g7 white bishop · h7 black pawn · a6 black pawn · c6 white pawn · f6 black pawn · h6 black pawn · a5 white pawn · f5 white pawn · h5 white pawn · d4 white knight · e4 white rook · g3 white queen · e2 white pawn | 7 |
| 6 | a8 white bishop · b8 black knight · e8 black king · g8 black knight · h8 black rook · c7 white king · e7 black bishop · f7 black rook · g7 white bishop · h7 black pawn · a6 black pawn · c6 white pawn · f6 black pawn · h6 black pawn · a5 white pawn · f5 white pawn · h5 white pawn · d4 white knight · e4 white rook · g3 white queen · e2 white pawn | a8 white bishop · b8 black knight · e8 black king · g8 black knight · h8 black rook · c7 white king · e7 black bishop · f7 black rook · g7 white bishop · h7 black pawn · a6 black pawn · c6 white pawn · f6 black pawn · h6 black pawn · a5 white pawn · f5 white pawn · h5 white pawn · d4 white knight · e4 white rook · g3 white queen · e2 white pawn | a8 white bishop · b8 black knight · e8 black king · g8 black knight · h8 black rook · c7 white king · e7 black bishop · f7 black rook · g7 white bishop · h7 black pawn · a6 black pawn · c6 white pawn · f6 black pawn · h6 black pawn · a5 white pawn · f5 white pawn · h5 white pawn · d4 white knight · e4 white rook · g3 white queen · e2 white pawn | a8 white bishop · b8 black knight · e8 black king · g8 black knight · h8 black rook · c7 white king · e7 black bishop · f7 black rook · g7 white bishop · h7 black pawn · a6 black pawn · c6 white pawn · f6 black pawn · h6 black pawn · a5 white pawn · f5 white pawn · h5 white pawn · d4 white knight · e4 white rook · g3 white queen · e2 white pawn | a8 white bishop · b8 black knight · e8 black king · g8 black knight · h8 black rook · c7 white king · e7 black bishop · f7 black rook · g7 white bishop · h7 black pawn · a6 black pawn · c6 white pawn · f6 black pawn · h6 black pawn · a5 white pawn · f5 white pawn · h5 white pawn · d4 white knight · e4 white rook · g3 white queen · e2 white pawn | a8 white bishop · b8 black knight · e8 black king · g8 black knight · h8 black rook · c7 white king · e7 black bishop · f7 black rook · g7 white bishop · h7 black pawn · a6 black pawn · c6 white pawn · f6 black pawn · h6 black pawn · a5 white pawn · f5 white pawn · h5 white pawn · d4 white knight · e4 white rook · g3 white queen · e2 white pawn | a8 white bishop · b8 black knight · e8 black king · g8 black knight · h8 black rook · c7 white king · e7 black bishop · f7 black rook · g7 white bishop · h7 black pawn · a6 black pawn · c6 white pawn · f6 black pawn · h6 black pawn · a5 white pawn · f5 white pawn · h5 white pawn · d4 white knight · e4 white rook · g3 white queen · e2 white pawn | a8 white bishop · b8 black knight · e8 black king · g8 black knight · h8 black rook · c7 white king · e7 black bishop · f7 black rook · g7 white bishop · h7 black pawn · a6 black pawn · c6 white pawn · f6 black pawn · h6 black pawn · a5 white pawn · f5 white pawn · h5 white pawn · d4 white knight · e4 white rook · g3 white queen · e2 white pawn | 6 |
| 5 | a8 white bishop · b8 black knight · e8 black king · g8 black knight · h8 black rook · c7 white king · e7 black bishop · f7 black rook · g7 white bishop · h7 black pawn · a6 black pawn · c6 white pawn · f6 black pawn · h6 black pawn · a5 white pawn · f5 white pawn · h5 white pawn · d4 white knight · e4 white rook · g3 white queen · e2 white pawn | a8 white bishop · b8 black knight · e8 black king · g8 black knight · h8 black rook · c7 white king · e7 black bishop · f7 black rook · g7 white bishop · h7 black pawn · a6 black pawn · c6 white pawn · f6 black pawn · h6 black pawn · a5 white pawn · f5 white pawn · h5 white pawn · d4 white knight · e4 white rook · g3 white queen · e2 white pawn | a8 white bishop · b8 black knight · e8 black king · g8 black knight · h8 black rook · c7 white king · e7 black bishop · f7 black rook · g7 white bishop · h7 black pawn · a6 black pawn · c6 white pawn · f6 black pawn · h6 black pawn · a5 white pawn · f5 white pawn · h5 white pawn · d4 white knight · e4 white rook · g3 white queen · e2 white pawn | a8 white bishop · b8 black knight · e8 black king · g8 black knight · h8 black rook · c7 white king · e7 black bishop · f7 black rook · g7 white bishop · h7 black pawn · a6 black pawn · c6 white pawn · f6 black pawn · h6 black pawn · a5 white pawn · f5 white pawn · h5 white pawn · d4 white knight · e4 white rook · g3 white queen · e2 white pawn | a8 white bishop · b8 black knight · e8 black king · g8 black knight · h8 black rook · c7 white king · e7 black bishop · f7 black rook · g7 white bishop · h7 black pawn · a6 black pawn · c6 white pawn · f6 black pawn · h6 black pawn · a5 white pawn · f5 white pawn · h5 white pawn · d4 white knight · e4 white rook · g3 white queen · e2 white pawn | a8 white bishop · b8 black knight · e8 black king · g8 black knight · h8 black rook · c7 white king · e7 black bishop · f7 black rook · g7 white bishop · h7 black pawn · a6 black pawn · c6 white pawn · f6 black pawn · h6 black pawn · a5 white pawn · f5 white pawn · h5 white pawn · d4 white knight · e4 white rook · g3 white queen · e2 white pawn | a8 white bishop · b8 black knight · e8 black king · g8 black knight · h8 black rook · c7 white king · e7 black bishop · f7 black rook · g7 white bishop · h7 black pawn · a6 black pawn · c6 white pawn · f6 black pawn · h6 black pawn · a5 white pawn · f5 white pawn · h5 white pawn · d4 white knight · e4 white rook · g3 white queen · e2 white pawn | a8 white bishop · b8 black knight · e8 black king · g8 black knight · h8 black rook · c7 white king · e7 black bishop · f7 black rook · g7 white bishop · h7 black pawn · a6 black pawn · c6 white pawn · f6 black pawn · h6 black pawn · a5 white pawn · f5 white pawn · h5 white pawn · d4 white knight · e4 white rook · g3 white queen · e2 white pawn | 5 |
| 4 | a8 white bishop · b8 black knight · e8 black king · g8 black knight · h8 black rook · c7 white king · e7 black bishop · f7 black rook · g7 white bishop · h7 black pawn · a6 black pawn · c6 white pawn · f6 black pawn · h6 black pawn · a5 white pawn · f5 white pawn · h5 white pawn · d4 white knight · e4 white rook · g3 white queen · e2 white pawn | a8 white bishop · b8 black knight · e8 black king · g8 black knight · h8 black rook · c7 white king · e7 black bishop · f7 black rook · g7 white bishop · h7 black pawn · a6 black pawn · c6 white pawn · f6 black pawn · h6 black pawn · a5 white pawn · f5 white pawn · h5 white pawn · d4 white knight · e4 white rook · g3 white queen · e2 white pawn | a8 white bishop · b8 black knight · e8 black king · g8 black knight · h8 black rook · c7 white king · e7 black bishop · f7 black rook · g7 white bishop · h7 black pawn · a6 black pawn · c6 white pawn · f6 black pawn · h6 black pawn · a5 white pawn · f5 white pawn · h5 white pawn · d4 white knight · e4 white rook · g3 white queen · e2 white pawn | a8 white bishop · b8 black knight · e8 black king · g8 black knight · h8 black rook · c7 white king · e7 black bishop · f7 black rook · g7 white bishop · h7 black pawn · a6 black pawn · c6 white pawn · f6 black pawn · h6 black pawn · a5 white pawn · f5 white pawn · h5 white pawn · d4 white knight · e4 white rook · g3 white queen · e2 white pawn | a8 white bishop · b8 black knight · e8 black king · g8 black knight · h8 black rook · c7 white king · e7 black bishop · f7 black rook · g7 white bishop · h7 black pawn · a6 black pawn · c6 white pawn · f6 black pawn · h6 black pawn · a5 white pawn · f5 white pawn · h5 white pawn · d4 white knight · e4 white rook · g3 white queen · e2 white pawn | a8 white bishop · b8 black knight · e8 black king · g8 black knight · h8 black rook · c7 white king · e7 black bishop · f7 black rook · g7 white bishop · h7 black pawn · a6 black pawn · c6 white pawn · f6 black pawn · h6 black pawn · a5 white pawn · f5 white pawn · h5 white pawn · d4 white knight · e4 white rook · g3 white queen · e2 white pawn | a8 white bishop · b8 black knight · e8 black king · g8 black knight · h8 black rook · c7 white king · e7 black bishop · f7 black rook · g7 white bishop · h7 black pawn · a6 black pawn · c6 white pawn · f6 black pawn · h6 black pawn · a5 white pawn · f5 white pawn · h5 white pawn · d4 white knight · e4 white rook · g3 white queen · e2 white pawn | a8 white bishop · b8 black knight · e8 black king · g8 black knight · h8 black rook · c7 white king · e7 black bishop · f7 black rook · g7 white bishop · h7 black pawn · a6 black pawn · c6 white pawn · f6 black pawn · h6 black pawn · a5 white pawn · f5 white pawn · h5 white pawn · d4 white knight · e4 white rook · g3 white queen · e2 white pawn | 4 |
| 3 | a8 white bishop · b8 black knight · e8 black king · g8 black knight · h8 black rook · c7 white king · e7 black bishop · f7 black rook · g7 white bishop · h7 black pawn · a6 black pawn · c6 white pawn · f6 black pawn · h6 black pawn · a5 white pawn · f5 white pawn · h5 white pawn · d4 white knight · e4 white rook · g3 white queen · e2 white pawn | a8 white bishop · b8 black knight · e8 black king · g8 black knight · h8 black rook · c7 white king · e7 black bishop · f7 black rook · g7 white bishop · h7 black pawn · a6 black pawn · c6 white pawn · f6 black pawn · h6 black pawn · a5 white pawn · f5 white pawn · h5 white pawn · d4 white knight · e4 white rook · g3 white queen · e2 white pawn | a8 white bishop · b8 black knight · e8 black king · g8 black knight · h8 black rook · c7 white king · e7 black bishop · f7 black rook · g7 white bishop · h7 black pawn · a6 black pawn · c6 white pawn · f6 black pawn · h6 black pawn · a5 white pawn · f5 white pawn · h5 white pawn · d4 white knight · e4 white rook · g3 white queen · e2 white pawn | a8 white bishop · b8 black knight · e8 black king · g8 black knight · h8 black rook · c7 white king · e7 black bishop · f7 black rook · g7 white bishop · h7 black pawn · a6 black pawn · c6 white pawn · f6 black pawn · h6 black pawn · a5 white pawn · f5 white pawn · h5 white pawn · d4 white knight · e4 white rook · g3 white queen · e2 white pawn | a8 white bishop · b8 black knight · e8 black king · g8 black knight · h8 black rook · c7 white king · e7 black bishop · f7 black rook · g7 white bishop · h7 black pawn · a6 black pawn · c6 white pawn · f6 black pawn · h6 black pawn · a5 white pawn · f5 white pawn · h5 white pawn · d4 white knight · e4 white rook · g3 white queen · e2 white pawn | a8 white bishop · b8 black knight · e8 black king · g8 black knight · h8 black rook · c7 white king · e7 black bishop · f7 black rook · g7 white bishop · h7 black pawn · a6 black pawn · c6 white pawn · f6 black pawn · h6 black pawn · a5 white pawn · f5 white pawn · h5 white pawn · d4 white knight · e4 white rook · g3 white queen · e2 white pawn | a8 white bishop · b8 black knight · e8 black king · g8 black knight · h8 black rook · c7 white king · e7 black bishop · f7 black rook · g7 white bishop · h7 black pawn · a6 black pawn · c6 white pawn · f6 black pawn · h6 black pawn · a5 white pawn · f5 white pawn · h5 white pawn · d4 white knight · e4 white rook · g3 white queen · e2 white pawn | a8 white bishop · b8 black knight · e8 black king · g8 black knight · h8 black rook · c7 white king · e7 black bishop · f7 black rook · g7 white bishop · h7 black pawn · a6 black pawn · c6 white pawn · f6 black pawn · h6 black pawn · a5 white pawn · f5 white pawn · h5 white pawn · d4 white knight · e4 white rook · g3 white queen · e2 white pawn | 3 |
| 2 | a8 white bishop · b8 black knight · e8 black king · g8 black knight · h8 black rook · c7 white king · e7 black bishop · f7 black rook · g7 white bishop · h7 black pawn · a6 black pawn · c6 white pawn · f6 black pawn · h6 black pawn · a5 white pawn · f5 white pawn · h5 white pawn · d4 white knight · e4 white rook · g3 white queen · e2 white pawn | a8 white bishop · b8 black knight · e8 black king · g8 black knight · h8 black rook · c7 white king · e7 black bishop · f7 black rook · g7 white bishop · h7 black pawn · a6 black pawn · c6 white pawn · f6 black pawn · h6 black pawn · a5 white pawn · f5 white pawn · h5 white pawn · d4 white knight · e4 white rook · g3 white queen · e2 white pawn | a8 white bishop · b8 black knight · e8 black king · g8 black knight · h8 black rook · c7 white king · e7 black bishop · f7 black rook · g7 white bishop · h7 black pawn · a6 black pawn · c6 white pawn · f6 black pawn · h6 black pawn · a5 white pawn · f5 white pawn · h5 white pawn · d4 white knight · e4 white rook · g3 white queen · e2 white pawn | a8 white bishop · b8 black knight · e8 black king · g8 black knight · h8 black rook · c7 white king · e7 black bishop · f7 black rook · g7 white bishop · h7 black pawn · a6 black pawn · c6 white pawn · f6 black pawn · h6 black pawn · a5 white pawn · f5 white pawn · h5 white pawn · d4 white knight · e4 white rook · g3 white queen · e2 white pawn | a8 white bishop · b8 black knight · e8 black king · g8 black knight · h8 black rook · c7 white king · e7 black bishop · f7 black rook · g7 white bishop · h7 black pawn · a6 black pawn · c6 white pawn · f6 black pawn · h6 black pawn · a5 white pawn · f5 white pawn · h5 white pawn · d4 white knight · e4 white rook · g3 white queen · e2 white pawn | a8 white bishop · b8 black knight · e8 black king · g8 black knight · h8 black rook · c7 white king · e7 black bishop · f7 black rook · g7 white bishop · h7 black pawn · a6 black pawn · c6 white pawn · f6 black pawn · h6 black pawn · a5 white pawn · f5 white pawn · h5 white pawn · d4 white knight · e4 white rook · g3 white queen · e2 white pawn | a8 white bishop · b8 black knight · e8 black king · g8 black knight · h8 black rook · c7 white king · e7 black bishop · f7 black rook · g7 white bishop · h7 black pawn · a6 black pawn · c6 white pawn · f6 black pawn · h6 black pawn · a5 white pawn · f5 white pawn · h5 white pawn · d4 white knight · e4 white rook · g3 white queen · e2 white pawn | a8 white bishop · b8 black knight · e8 black king · g8 black knight · h8 black rook · c7 white king · e7 black bishop · f7 black rook · g7 white bishop · h7 black pawn · a6 black pawn · c6 white pawn · f6 black pawn · h6 black pawn · a5 white pawn · f5 white pawn · h5 white pawn · d4 white knight · e4 white rook · g3 white queen · e2 white pawn | 2 |
| 1 | a8 white bishop · b8 black knight · e8 black king · g8 black knight · h8 black rook · c7 white king · e7 black bishop · f7 black rook · g7 white bishop · h7 black pawn · a6 black pawn · c6 white pawn · f6 black pawn · h6 black pawn · a5 white pawn · f5 white pawn · h5 white pawn · d4 white knight · e4 white rook · g3 white queen · e2 white pawn | a8 white bishop · b8 black knight · e8 black king · g8 black knight · h8 black rook · c7 white king · e7 black bishop · f7 black rook · g7 white bishop · h7 black pawn · a6 black pawn · c6 white pawn · f6 black pawn · h6 black pawn · a5 white pawn · f5 white pawn · h5 white pawn · d4 white knight · e4 white rook · g3 white queen · e2 white pawn | a8 white bishop · b8 black knight · e8 black king · g8 black knight · h8 black rook · c7 white king · e7 black bishop · f7 black rook · g7 white bishop · h7 black pawn · a6 black pawn · c6 white pawn · f6 black pawn · h6 black pawn · a5 white pawn · f5 white pawn · h5 white pawn · d4 white knight · e4 white rook · g3 white queen · e2 white pawn | a8 white bishop · b8 black knight · e8 black king · g8 black knight · h8 black rook · c7 white king · e7 black bishop · f7 black rook · g7 white bishop · h7 black pawn · a6 black pawn · c6 white pawn · f6 black pawn · h6 black pawn · a5 white pawn · f5 white pawn · h5 white pawn · d4 white knight · e4 white rook · g3 white queen · e2 white pawn | a8 white bishop · b8 black knight · e8 black king · g8 black knight · h8 black rook · c7 white king · e7 black bishop · f7 black rook · g7 white bishop · h7 black pawn · a6 black pawn · c6 white pawn · f6 black pawn · h6 black pawn · a5 white pawn · f5 white pawn · h5 white pawn · d4 white knight · e4 white rook · g3 white queen · e2 white pawn | a8 white bishop · b8 black knight · e8 black king · g8 black knight · h8 black rook · c7 white king · e7 black bishop · f7 black rook · g7 white bishop · h7 black pawn · a6 black pawn · c6 white pawn · f6 black pawn · h6 black pawn · a5 white pawn · f5 white pawn · h5 white pawn · d4 white knight · e4 white rook · g3 white queen · e2 white pawn | a8 white bishop · b8 black knight · e8 black king · g8 black knight · h8 black rook · c7 white king · e7 black bishop · f7 black rook · g7 white bishop · h7 black pawn · a6 black pawn · c6 white pawn · f6 black pawn · h6 black pawn · a5 white pawn · f5 white pawn · h5 white pawn · d4 white knight · e4 white rook · g3 white queen · e2 white pawn | a8 white bishop · b8 black knight · e8 black king · g8 black knight · h8 black rook · c7 white king · e7 black bishop · f7 black rook · g7 white bishop · h7 black pawn · a6 black pawn · c6 white pawn · f6 black pawn · h6 black pawn · a5 white pawn · f5 white pawn · h5 white pawn · d4 white knight · e4 white rook · g3 white queen · e2 white pawn | 1 |
|   | a | b | c | d | e | f | g | h |   |

1. Cц2 !  (изнудица) 

1. ...Тф8 2. Дб3 Cxц6 3. Лxц6# 

  (2... Tф7 3. Дxб8#) 
 
1. ...Txг7 2. Дxг7 Cд7 3. цxд7# 